# Diskriminierungsverbot
Das Diskriminierungsverbot, auch Benachteiligungsverbot, untersagt, Menschen wegen bestimmter Merkmale oder Tatsachen ungleich zu behandeln, wenn dies zu einer Diskriminierung, also einer Benachteiligung oder Herabwürdigung einzelner führt, ohne dass es dafür eine sachliche Rechtfertigung gibt. Insbesondere dürfen weder Geschlecht, Rasse, Hautfarbe, Sprache, Religion, politische oder sonstige Anschauung, nationale oder soziale Herkunft, Zugehörigkeit zu einer nationalen Minderheit, Vermögen, Geburt noch der sonstige Status als Unterscheidungsmerkmale herangezogen werden.
Das Verbot gilt als Willkürverbot in demokratischen Staaten grundsätzlich für jedes Staatshandeln. Wie weit es auch für das Handeln zwischen Privaten gilt, hängt davon ab, welchen Stellenwert eine Gesellschaft dem widerstreitenden Prinzip der Privatautonomie und anderen Grundrechten zugesteht.

## Grundlagen

### Adressat des Verbots
Adressat des Diskriminierungsverbots ist zuvörderst der Staat in seinem Handeln gegenüber den Bürgern. Insbesondere dient das Diskriminierungsverbot als Abwehrrecht gegenüber Übergriffen des Staates und seiner Organe. Die Bürger selbst unterliegen dagegen keinem allgemeinen Diskriminierungsverbot. Ihre Privatautonomie ermöglicht es ihnen vielmehr grundsätzlich, frei von staatlicher Reglementierung sich im Alltag auch diskriminierend zu verhalten, ohne dafür einen rechtfertigenden Grund vorweisen zu müssen.

### Vorbehalt des Möglichen
Kein Abwehrrecht, sondern ein Teilhaberecht wird geltend gemacht, wenn die Forderung aufgestellt wird, der Staat müsse zum Abbau einer Diskriminierung, bestimmte Leistungen, z. B. Studienplätze oder Medikamente, auf bisher ausgeschlossene Personen ausweiten. Ein Teilhaberecht, welches das Bundesverfassungsgericht in Deutschland aus Art. 3 GG ableitet, unterliegt laut ständiger Rechtsprechung des Bundesverfassungsgerichts dem „Vorbehalt des Möglichen im Sinne dessen, was der Einzelne vernünftigerweise von der Gesellschaft verlangen kann“. Das bedeutet, dass grundsätzlich nur eine diskriminierungsfreie Verteilung vorhandener Kapazitäten verlangt werden kann. Ein darüber hinausgehendes Recht auf die Ausweitung staatlicher Leistungen zur Beseitung von Ungleichbehandlungen besteht hingegen grundsätzlich nicht. „Der Gesetzgeber ist […] verfassungsrechtlich nicht gehindert, die tatsächliche Verwirklichung dieser Integrationsformen von einschränkenden Voraussetzungen […] abhängig zu machen“, urteilte das Bundesverfassungsgericht im Oktober 1997, als es den zwangsweisen Besuch einer Sonderschule durch ein körperbehindertes Mädchen und deren Ausschluss von einer gemeinsamen Beschulung mit nicht behinderten Kindern zu bewerten hatte; denn: „Die Überweisung eines behinderten Schülers an eine Sonderschule stellt nicht schon für sich eine verbotene Benachteiligung dar“.
Dieser Argumentation folgend hängt die Antwort auf die Frage, ob man die gemeinsame Beschulung behinderter und nicht behinderter Kinder rechtlich durchsetzen kann, vor allem von der Antwort auf die Frage ab, ob eine integrative Beschulung kostengünstiger ist als der Unterricht an einer Förderschule. Mit vergleichbaren Situationen ist immer zu rechnen, wenn ein Teilhaberecht gegen den Widerstand staatlicher oder kommunaler Instanzen durchgesetzt werden soll.
Fraglich ist allerdings, ob diese Interpretation nach 2009, dem Zeitpunkt des Inkrafttretens des Übereinkommens über die Rechte von Menschen mit Behinderungen der UN in Deutschland, noch haltbar ist, da Art. 24 der Konvention jedem Kind ein Recht auf inklusiven Unterricht an einer Regelschule garantiert. Im Kontext dieser Vorschrift führt der „Vorbehalt des Möglichen“ zu der Frage, welche konkrete Förderung einem konkreten Kind mit einem sonderpädagogischen Förderbedarf auch bei knappen Ressourcen eines Leistungsträgers „zusteht“.

## Diskriminierungsverbot im Privatrecht
Die Freiheit, bei der Wahl seines Vertragspartners und bei der Ausgestaltung des Vertragsverhältnisses auch nach den verpönten Merkmalen zu unterscheiden, wird jedoch vielfach vor allem im Bereich Beruf und Beschäftigung, bei Massengeschäften des Zivilrechtsverkehrs und bei der Versorgung mit Gütern und dem Zugang zu Dienstleistungen als anstößig empfunden. Das hat die Forderung nach staatlicher Reglementierung hervorgerufen, um Bürger vor den Diskriminierungen anderer Bürger zu schützen.
Damit ist ein Spannungsverhältnis eröffnet zwischen dem Postulat des staatlichen Schutzes vor Benachteiligungen durch andere Bürger und dem damit notwendig einhergehenden Eingriff des Staates in die Privatautonomie. Eine besondere Rolle spielen dabei die Grund- und Menschenrechte, wie zum Beispiel die Religionsfreiheit. Deren Gewährleistung macht es etwa notwendig, einer Religionsgemeinschaft zu erlauben, nach der Religionszugehörigkeit zu unterscheiden (zu diskriminieren) und z. B. die Besetzung eines religiösen Amtes durch einen Anders- oder Nichtglaubenden abzulehnen.

## Rechtsrahmen

### Allgemeine Erklärung der Menschenrechte
Ein Verbot von Diskriminierung ist im Artikel 2 der Allgemeinen Erklärung der Menschenrechte (1948) der Vereinten Nationen (UNO) festgehalten.

### Europäische Menschenrechtskonvention
Die Europäische Menschenrechtskonvention (EMRK) enthält in Art. 14 ein Diskriminierungsverbot. Danach ist es verboten, Menschen wegen des Geschlechts, der Rasse, der Hautfarbe, der Sprache, der Religion, der politischen oder sonstigen Anschauung, der nationalen oder sozialen Herkunft, der Zugehörigkeit zu einer nationalen Minderheit, des Vermögens, der Geburt oder eines sonstigen Status die Rechte und Freiheiten der Konvention vorzuenthalten oder einzuschränken. Das Diskriminierungsverbot der EMRK unterscheidet sich indessen von demjenigen des Art. 3 Abs. 3 GG oder Art. 8 Abs. 2 BV. Der Hauptunterschied besteht darin, dass Art. 14 EMRK nur in Zusammenhang mit der Ausübung der anderen Grundrechte gerügt werden kann (akzessorisches Diskriminierungsverbot). Eine Beschwerde, die ausschließlich eine Verletzung Art. 14 EMRK rügt, ist nicht möglich. In der Praxis sind die Unterschiede wegen der Rechtsprechung des Europäischen Gerichtshofs für Menschenrechte (EGMR), der über die Einhaltung der EMRK wacht, jedoch nicht so groß. Das liegt zum einen daran, dass der EGMR die Schutzbereiche der Freiheitsrechte sehr weit auslegt und so viele Ausprägungen des menschlichen Lebens, die in der nationalen Rechtsordnung gar nicht grundrechtlich geschützt sind, von den EMRK-Garantien erfasst werden. Der Gerichtshof urteilte darüber hinaus, dass ein Freiheitsrecht nicht zwingend verletzt sein müsse, damit Art. 14 angerufen werden könne. Es reicht aus, dass der Anwendungsbereich eines Freiheitsrecht eröffnet ist.

### Europarechtliche Vorgaben

#### AEU-Vertrag
Nach Art. 18 AEUV ist den EU-Mitgliedstaaten jede Diskriminierung von Unionsbürgern (Anmerkung: eines anderen Staates) auf Grund der Staatsangehörigkeit verboten, auch solche, die unter Anwendung anderer Unterscheidungsmerkmale zum gleichen Ergebnis kommt, also auch jede versteckte Diskriminierung von Unionsbürgern wegen ihrer Staatsangehörigkeit.
Mit dem Amsterdamer Vertrag wurde der Art. 13 EGV (jetzt: Art. 19 AEUV) ergänzt, der den gemeinsamen Willen ausdrückt, Diskriminierung aufgrund anderer Faktoren (Geschlechts, Rasse, ethnische Herkunft, Religion oder Weltanschauung, Behinderung, Alter oder sexuelle Ausrichtung) zu bekämpfen, also nicht nur Rahmenbedingungen zu schaffen, sondern aktiv dagegen vorzugehen.
Der EuGH hat entschieden, dass sich der Schutz der Richtlinie 2000/78/EG vor Diskriminierung und Belästigung wegen einer Behinderung nicht nur auf Menschen beschränkt, die selbst eine Behinderung haben.

#### Richtlinien
Daneben wurden vom Rat der Europäischen Union mehrere Richtlinien erlassen, welche die Mitgliedstaaten verpflichten, mittels nationaler Rechtsnormen bestimmte Diskriminierungen auch im privaten Bereich zu unterbinden:
- 2000/43/EG Gleichbehandlung ohne Unterschied der Rasse oder der ethnischen Herkunft
- 2000/78/EG Gleichbehandlung in Beschäftigung und Beruf
- 2006/54/EG Gleichbehandlung von Frauen und Männern in Arbeits- und Beschäftigungsfragen
- 2004/113/EG  Gleichbehandlung von Frauen und Männern außerhalb des Beschäftigungsbereichs

Danach sollen im Bereich Beschäftigung und Beruf, vor allem im Verhältnis zwischen Arbeitgeber und Arbeitnehmer Diskriminierungen wegen der Merkmale Rasse, ethnische Herkunft, Religion und Weltanschauung, Behinderung, Alter, sexuelle Identität und Geschlecht verhindert werden. Zudem verpflichtet Paragraph 5 der Richtlinie
- 2010/18/EU Elternzeitrichtlinie

die Mitgliedstaaten und die Sozialpartner, Maßnahmen zum Schutz der Arbeitnehmer gegen Benachteiligung oder Kündigung aufgrund der Beantragung oder Inanspruchnahme des Elternurlaubs zu treffen.
Darüber hinaus sollen im zivilrechtlichen Bereich die Merkmale Rasse und ethnische Herkunft sowie Geschlecht nicht Grund für eine Benachteiligung sein.
Um den Schutz vor Diskriminierungen effektiv zu gestalten, gebieten die Richtlinien, bei Verstößen wirksame Sanktionen vorzusehen. Auch soll ein effektiver Rechtsschutz gegen Diskriminierungen vorgesehen werden, der etwa Beweiserleichterungen für denjenigen erfordern kann, der sich in verbotener Weise diskriminiert sieht.
Siehe auch: Europarechtlicher Hintergrund zum Allgemeinen Gleichbehandlungsgesetz

#### EU-Grundrechtecharta
In der Grundrechtecharta gibt es neben dem allgemeinen Gleichheitsgebot des Artikel 20, der die Gleichheit vor dem Gesetz garantiert, spezifische Diskriminierungsverbote in Artikel 21 und 23. Artikel 21 enthält ein umfassendes Verbot der Diskriminierung insbesondere wegen des Geschlechts, der Rasse, der Hautfarbe, der ethnischen oder sozialen Herkunft, der genetischen Merkmale, der Sprache, der Religion oder der Weltanschauung, der politischen oder sonstigen Anschauung, der Zugehörigkeit zu einer nationalen Minderheit, des Vermögens, der Geburt, einer Behinderung, des Alters oder der sexuellen Ausrichtung. Art. 23 verbürgt die Gleichheit von Männern und Frauen und begründet zugleich ein Förderungsrecht für das jeweils „unterrepräsentierte Geschlecht“.

#### Ausweitung des Antidiskriminierungsgebots
Die EU-Kommission hat sich entschlossen, Diskriminierung über den Arbeitsmarkt hinaus auch im Bereich der Zurverfügungstellung von Gütern und Dienstleistungen auszuweiten.
Im Juli 2008 unterbreitete die Europäische Kommission einen Entwurf für eine „Richtlinie des Rates zur Anwendung des Grundsatzes der Gleichbehandlung ungeachtet der Religion oder der Weltanschauung, einer Behinderung, des Alters oder der sexuellen Ausrichtung“ vor, der basierend auf den Richtlinien 2000/43/EG, 2000/78/EG und 2004/113/EG – insbesondere als Ergänzung der diesbezüglichen Rechtsvorschriften im Bereich Beschäftigung – einen Schutz vor Diskriminierung in den Bereichen Gesundheitsversorgung, Bildung, Sozialversicherung und Wohnungswesen bieten soll. Er würde den Diskriminierungsschutz für die darin angeführten Gründe jenem Niveau angleichen, das mit der Antirassismus-Richtlinie 2000/43/EG für das Merkmal ethnische Herkunft festgelegt wurde.
Nach Medienberichten haben seitdem alle Staaten bis auf Deutschland ihr Einverständnis für die vorgeschlagene neue Antidiskriminierungsrichtlinie signalisiert.

### Einzelne Länder

#### Deutschland
Das Diskriminierungsverbot beschreibt das in Deutschland mehrfach gesetzlich geregelte Verbot, gegenüber anderen Personen oder Einrichtungen ein diese benachteiligendes Verhalten auszuüben, ohne dass dafür ein sachlicher Grund vorliegt. Im bundesdeutschen Recht werden (soziale) Diskriminierung, Ungleichbehandlung und Differenzierung zum Teil synonym gebraucht.
Im Kern wird dieses Gebot aus Artikel 3 des Grundgesetzes abgeleitet und gilt für Staatshandeln. Ausgehend davon ist zwar jede staatliche Diskriminierung verboten, sofern Abwehrrechte betroffen sind, nicht aber jede private. Das Bundesarbeitsgericht hatte in seiner Rechtsprechung schon seit je her die Grundrechtsnormen im Verhältnis Arbeitgeber-Arbeitnehmer unmittelbar angewandt.
Im Verlauf der Entwicklung der Bundesrepublik Deutschland wurde das Diskriminierungsverbot einfachgesetzlich auch auf Grund des Rufens der Frauenbewegung und der EU-Verträge immer mehr auf das Verhältnis zwischen Privaten ausgeweitet und in verschiedenen Rechtsgebieten konkretisiert. Jüngstes Beispiel dafür ist das Allgemeine Gleichbehandlungsgesetz (AGG), nach dem ein Arbeitgeber einzelne Arbeitnehmer bei jeglichen Entscheidungen (Kündigungen, Weisungen, beruflicher Aufstieg) nicht auf Grund ihres Geschlechts benachteiligen darf. Auch im Gesetz gegen Wettbewerbsbeschränkungen ist ein Verbot der Diskriminierung geregelt, das marktbeherrschenden Unternehmen untersagt, Wettbewerber ohne sachlich gerechtfertigten Grund unterschiedlich zu behandeln. Das Allgemeine Gleichbehandlungsgesetz wurde als Umsetzung der europarechtlichen Vorgaben eingeführt. Es soll ungerechtfertigte Benachteiligungen aus Gründen der „Rasse“, der ethnischen Herkunft, des Geschlechts, der Religion, Weltanschauung, von Behinderung, des Alters oder der sexuellen Identität verhindern und beseitigen.
Ferner regeln die Landesgleichstellungsgesetze die Gleichstellung behinderter Menschen und die Gleichstellung der Geschlechter.
Ein Benachteiligungsverbot besteht auch gegenüber Arbeitnehmern, Handelsvertretern, in Heimarbeit Beschäftigten, Beamten und Richtern, die zu einer Wehrübung, zum Grundwehrdienst oder zu einer Eignungsübung einberufen werden. Daraus darf ihnen in beruflicher, betrieblicher und dienstlicher Hinsicht bzw. in den vertraglichen Beziehungen zum Unternehmer kein Nachteil erwachsen.

#### Frankreich
Das französische Strafgesetz untersagt im Code pénal in Artikel 225-1 bis 225-3 Diskriminierung auf Grund von Herkunft, Geschlecht, Familiensituation und Familienname, Schwangerschaft, körperlicher Erscheinung, Gesundheitszustand, Behinderung, genetischen Merkmalen, Sitten und Gebräuchen, sexueller Orientierung, Alter, politischer Meinung, gewerkschaftlichen Aktivitäten, wirklicher oder vermuteter Zugehörigkeit oder Nicht-Zugehörigkeit zu einer Rasse, Nation, oder Religion. Von 2004 bis 2011 bestand mit der Haute autorité de lutte contre les discriminations et pour l'égalité (Deutsch: Hohe Behörde zum Kampf gegen Diskriminierung und für Gleichheit) eine unabhängige, administrative Einrichtung, welche über alle Verletzungen französischer Gesetze oder von Frankreich unterzeichneter internationaler Übereinkommen in Bezug auf mittelbare oder unmittelbare Diskriminierung wachte. Inzwischen werden diese Aufgaben vom Défenseur des droits wahrgenommen (Deutsch: Beauftragter zur Wahrung der Rechte).

#### Vereinigte Staaten
Ungesetzliche Benachteiligung kann mittelbar oder unmittelbar erfolgen. Unmittelbare Benachteiligung umfasst in den USA unsachliche Anknüpfungspunkte wie Geschlecht, Alter, „Rasse“, Religion, Familienstatus, Herkunft, militärischer Rang sowie Behinderung. Ein Paradebeispiel für mittelbare Benachteiligung in den USA ist der Fall Griggs v. Duke Power Company.
Eine besondere Rolle spielt in den USA die spezielle Gender-Gesetzgebung. Im Arbeitsleben sind Ausnahmen erlaubt. Grundsätzlich regelt der Fair Labor Standards Act das Verbot der Lohndifferenzierung, aber unterschiedliche Löhne sind unter dem Abschnitt VII des Civil Rights Act von 1964 (engl.) für Gefängniswärter und Bedienstete in öffentlichen Bädern erlaubt.

#### Vereinigtes Königreich
Im Vereinigten Königreich ist die Benachteiligung im Lohngleichstellungsgesetz von 1970 geregelt, das vergleichbares Gehalt für vergleichbare Arbeit festlegt. Der Geschlechtsgleichstellungsgesetz von 1975, verbietet Benachteiligung wegen des Geschlechts oder des Personenstandes am Arbeitsplatz. Durch das Inkrafttreten des Menschenrechtsgesetzes von 1998 im Jahre 2000 wurde die Gleichstellung umfassend neu geregelt.